# 堀田正英
堀田 正英（ほった まさひで）は、江戸時代前期の大名。常陸北条藩主。江戸幕府若年寄。

## 生涯
寛永15年（1638年）、信濃松本藩主・堀田正盛の四男として生まれる。寛永18年（1641年）、第3代将軍・徳川家光の小姓となる。慶安4年（1651年）に父が家光に殉死すると、家督は長兄の正信が継いだが、このとき父の遺領から常陸国内で5000石を分与された。
万治2年（1659年）に中奥の御小姓に任じられ、寛文9年（1669年）に小姓組番頭に任じられる。寛文11年（1671年）に書院番頭、延宝4年（1676年）に大番頭と要職を歴任する。延宝8年（1680年）には第5代将軍・徳川綱吉の世子・徳松の守役に任じられ、3000石を加増された。天和元年（1681年）に若年寄に任じられ、天和2年（1682年）2月29日に5000石を加増されて合計1万3000石で大名に列し、常陸北条藩主となった。
貞享2年（1685年）に奏者番に任じられる。貞享5年（1688年）7月3日に死去した。享年51。死後、生前に幕府に提出されていた嘆願状により、遺領の1万3000石のうち、3000石は次男の正矩が、2000石は三男の正章が継いだ。しかし、長男の正親については何も記されていなかったため、残り8000石は幕府により収公され、常陸北条藩は廃藩となった。